# Molly Bee
Molly Bee (właśc. Mollie Gene Beachboard, ur. 18 sierpnia 1939 w Oklahoma City, zm. 7 lutego 2009 w Oceanside) – amerykańska piosenkarka country. Popularność zdobyła w latach 50. występując w programie telewizyjnym Hometown Jamboree. Jej pierwszym znaczącym sukcesem była piosenka I Saw Mommy Kissing Santa Claus, którą nagrała jako trzynastolatka. W latach 50. i 60. znana była także z występów w telewizji i radiu oraz krótkiej kariery aktorskiej.